# Mastodont amerykański
Mastodont amerykański (†Mammut americanum) – wymarły ssak z rodziny słoniowatych, z rzędu trąbowców. 
Występował licznie na obszarze Ameryki Północnej, od Alaski aż po Meksyk, pojedyncze znaleziska są też ze Środkowej Ameryki, np. z Hondurasu. Najliczniejsze znaleziska napotkano we wschodnich USA, przede wszystkim z rejonu Florydy i Wielkich Jezior. Żyły w późnym pliocenie i całym plejstocenie, od 3,7 mln do 10 tys. lat temu. Jeden okaz pochodzi z miocenu, ale jego status taksonomiczny może być wątpliwy. Zdecydowanie najliczniejsze znaleziska pochodzą z późnego plejstocenu (ostatnie zlodowacenie), ale może to być efektem lepszych szans na zachowanie się szczątków, a nie rzeczywistej liczebności. Przyczyny wyginięcia mastodonta, podobnie, jak i spokrewnionych z nim mamutów, są jeszcze przedmiotem dyskusji i szczegółowych badań. 
Miał 2,4 do 3,0 m wysokości i 4 do 5 ton wagi. Przypuszcza się, że był dość gęsto owłosiony, choć w mniejszym stopniu niż mamut włochaty. 
Zamieszkiwał obszary leśne. 
Synonimami M. americanum są następujące nazwy gatunkowe: M. progenium, Mastodon giganteus, Pliomastodon adamsi, Tapirus mastodontoides, M. ohioticum).